# رگوی
رگوی (به مجاری:  Regöly) یک شهرداری در مجارستان است که در ناحیه تاماشی واقع شده‌است. رگوی ۶۲٫۶ کیلومتر مربع مساحت و ۱٬۱۰۹ نفر جمعیت دارد.